# Pirdop
Pirdop (en búlgaro: Пирдоп) es una ciudad de Bulgaria en la provincia de Sofía.

## Geografía
Se encuentra a una altitud de 675 m s. n. m. a 80 km de la capital nacional, Sofía.

## Demografía
Según estimación 2012 contaba con una población de 7 159 habitantes.
|         | 2004  | 2005  | 2006  | 2007  | 2008  | 2009  | 2010  | 2011  |
| Mujeres | 4 157 | 4 140 | 4 108 | 4 062 | 4 032 | 3 996 | 3 969 | 3 788 |
| Varones | 3 934 | 3 899 | 3 869 | 3 822 | 3 781 | 3 753 | 3 682 | 3 638 |
| Total   | 8 091 | 8 039 | 7 977 | 7 884 | 7 813 | 7 749 | 7 651 | 7426  |